# MAS-38

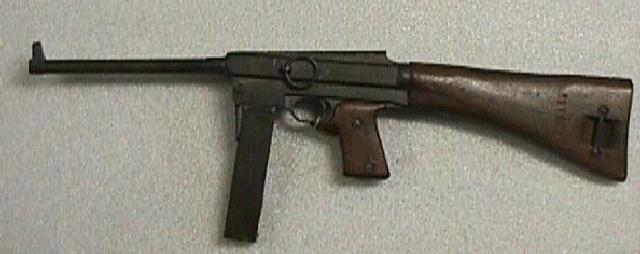
MAS-38 (rechte Seite)

Die MAS-38 war eine französische Maschinenpistole, die von der Manufacture d’armes de Saint-Étienne (MAS) entwickelt und von den französischen Streitkräften offiziell eingeführt wurde. Eine kleine Anzahl der Waffen wurde im Kampf gegen die deutsche Wehrmacht während des Westfeldzuges eingesetzt. Berühmt wurde die Waffe, weil der italienische Diktator Benito Mussolini 1945 mit einer MAS-38 von italienischen Partisanen erschossen wurde.

## Geschichte
In Frankreich wurden bereits in den 1920er Jahren die experimentellen Maschinenpistolen STA M1922 und MAS M1924 hergestellt. Beide Waffen basierten auf der deutschen Bergmann MP 18 und waren für das Kaliber 9 × 19 mm Para eingerichtet. Allerdings wurde Maschinenpistolen von der militärischen Führung bis in die 1930er Jahre wenig Aufmerksamkeit geschenkt. Die militärische Aufrüstung und Entwicklung konzentrierte sich während der Zwischenkriegszeit in Frankreich hauptsächlich auf leichte Maschinengewehre. Ein Prototyp mit der Bezeichnung ETVS wurde von der französischen Armee in geringen Stückzahlen verwendet, jedoch nicht als Standardwaffe eingeführt. Der Prototyp war für Dauerfeuer, eine Magazinkapazität von 32 Patronen und 7,65 mm  Kaliber eingerichtet. Im Jahr 1935 stand eine neue Versuchswaffe mit der Bezeichnung MAS-35 und demselben Kaliber zur Verfügung. Als Frankreich im September 1939 dem deutschen Reich den Krieg erklärte, wurde der dringende Bedarf von Maschinenpistolen erkannt. Davor wurden in Frankreich die ausländischen Maschinenpistolen Thompson M1928 A1 und in der Schweiz hergestellte Erma EMP verwendet. Deshalb wurde der MAS-35-Prototyp vermutlich ohne große Modifikationen sofort mit der Bezeichnung MAS-38 als Standardwaffe eingeführt. Es ist aber auch möglich, dass der Prototyp bereits davor weiterentwickelt wurde und die Produktion bereits 1938 begann. Bis zur Kapitulation Frankreichs im Juni 1940 wurden nur 958 Stück hergestellt. Die Serienfertigung der Maschinenpistolen wurde aber im Auftrag der deutschen Besatzer unter der Bezeichnung MP 722 (f) fortgeführt, nachzusehen in der Liste von Maschinenpistolen gemäß den Kennblättern fremden Geräts D 50/1. Während der Besatzungszeit wurden 20.000 bis 30.000  Stück hergestellt. Nach dem Zweiten Weltkrieg wurde die MAS-38 zur Hauptnahkampfwaffe der Streitkräfte und weiterhin hergestellt. Verwendung fand die Waffe vor allem bei der französischen Fremdenlegion während des Indochinakrieges. Außerdem wurde die MAS-38 in den französischen Kolonien in Afrika eingesetzt.

## Konstruktion
Die MAS Modell 1938 ist ein zuschießender Rückstoßlader mit unverriegeltem Masseverschluss. Lauf und Verschluss der Waffe bilden keine Gerade, sondern stehen in einem Winkel von ungefähr 6° zueinander. Dadurch sollte der Abstand zwischen Waffe und Visierlinie gering gehalten werden. Außerdem bewirkt diese Konstruktionsweise einen geringeren Rückstoß und einen verzögerten Vorlauf des Verschlusses. Auffällig an der Waffe ist die relativ kurze und kompakte Bauweise. Diese Konstruktion wird ermöglicht, indem sich die Rückholfeder in einem Hohlraum im Kolben befindet. Der Spannhebel befindet sich auf der rechten Seite und dient in der vorderen Position gleichzeitig als Abdeckung, um vor Verschmutzung zu schützen. Wird der Hebel zurückgezogen, um den Verschluss zu spannen, rastet dieser in der hinteren Position ein und verbleibt dort während des Schießens. Dadurch wird gewährleistet, dass das Auswurffenster während des Schießens immer geöffnet ist. Bei Bedarf kann der Spannhebel inklusive Abdeckung jederzeit geschlossen werden. Der Magazinschacht kann durch einen klappbaren Deckel ebenfalls vor Schmutz geschützt werden. Die Waffe wird gesichert, indem der Abzug einfach nach vorne geklappt wird. Dadurch wird der Verschluss sowohl in geschlossener, als auch in geöffneter Position fixiert. Das Zerlegen der Waffe ist einfach und findet folgendermaßen statt: Auf der Unterseite des Kolbens muss ein Knopf gedrückt werden, um diesen abnehmen zu können. Danach können Schließfeder, Verschluss und die Abzugseinrichtung aus der Waffe entnommen werden.
Die MAS-38 wird als zuverlässig und präzise bewertet und soll durch die leichte und handliche Bauart sehr beliebt gewesen sein. Allerdings wird die relativ schwache Leistung der 7,65×20-mm-Munition, die leicht unter der der 9 × 18 mm Makarow liegt, kritisiert. Darüber hinaus war die Herstellung im Fräsverfahren teuer und zeitaufwendig. Deshalb wurde die MAS-38 vermutlich auch nicht in größeren Stückzahlen exportiert und bald nach dem Zweiten Weltkrieg durch die MAT 49 ersetzt. Der Vorteil der schwachen Patrone war, dass die Waffe während des Schießens sehr leicht zu kontrollieren war.
Die Mündungsgeschwindigkeit der Waffe beträgt 350 Meter pro Sekunde, die günstige Einsatzschussweite 150 Meter. Als Zielvorrichtung dienen zwei klappbare Lochkimmen, eine für eine Distanz von 100 Meter, die andere ist für 200 Meter eingestellt.